# Pázmándfalu
Pázmándfalu je velká vesnice v Maďarsku v župě Győr-Moson-Sopron, spadající pod okres Pannonhalma. Nachází se asi 4 km severovýchodně od Pannonhalmy a asi 11 km jihovýchodně od Győru. V roce 2015 zde žilo 1 010 obyvatel. Dle údajů z roku 2011 tvoří 87,6 % obyvatelstva Maďaři, 7,6 % Romové a 2,5 % Němci.
Sousedními vesnicemi jsou Győrság, Nyalka, Pér a Töltéstava, sousedními městy Győr a Pannonhalma.